# Ercole Oldofredi Tadini
Pour les articles homonymes, voir Tadini (homonymie).
Le comte Ercole Oldofredi Tadini (6 septembre 1810, Brescia - 24 septembre 1877, Calcio), est un homme politique italien.

## Biographie
Le comte Ercole Oldofredi Tadini a pris une part active dans le processus du Risorgimento et en particulier les émeutes des Cinq journées de Milan (18-22 mars 1848), mais cinq mois plus tard, avec le retour des Autrichiens à Milan, il a été contraint de fuir avec sa famille dans le Piémont trouver résidence à Coni avec sa sœur Marie (épouse du comte Luigi Mocchia).
Il a poursuivi son activité politique, même dans le royaume de Sardaigne, et est rapidement devenu une figure de proue, sénateur du Royaume, secrétaire et collaborateur du comte Cavour.
Il a participé au Congrès de Paris en 1856 (it), après la guerre de Crimée, et après la guerre d'Indépendance de 1859, a négocié avec Napoléon III la cession de Nice et de la Savoie à la France.
Il a été nommé sénateur du royaume d'Italie nouvellement formé le 20 novembre 1861, sur le rapport de Giovanni Martinengo di Villagana.
Ercole Oldofredi Tadini fut commissaire des chemins de fer transalpins Vittorio Emanuele en 1854, préfet de Bologne en 1861, puis préfet de Lucques.
Il était grand officier de l'ordre de la Couronne d'Italie, commandeur de l'ordre des Saints-Maurice-et-Lazare et officier de l'ordre de la Légion d'honneur[Quand ?].
Il avait épousé Maria Terzi, fille du marquis Giuseppe Terzi et de la princesse Elizaveta Mikhaïlovna Galitzine. Il est le beau-père du général Artem de Seyssel, marquis d'Aix et de Walter Craven.